# Peersia frithii
Peersia frithii är en isörtsväxtart som beskrevs av L. Bol. Peersia frithii ingår i släktet Peersia och familjen isörtsväxter. Inga underarter finns listade i Catalogue of Life.